# Anton Skipper
Anton Skipper, beim dänischen Fußballverband auch Anton Hendriksen genannt (* 31. März 2000), ist ein dänischer Fußballspieler. Er steht bei Sarpsborg 08 FF unter Vertrag.

## Karriere

### Verein
Anton Skipper, dessen Familie aus Lolland kommt, wuchs im Vestegnen, dem westlichen Kopenhagener Umland, auf und begann im Alter von vier Jahren in der Fußballakademie von Brøndby IF in der Brøndby Kommune, eine 35.000 Einwohner zählende Kommune im westlichen Kopenhagener Umland, bevor er zu Hvidovre IF aus der Hvidovre Kommune, unweit von Brøndby gelegen, wechselte. Später kehrte er zu Brøndby IF zurück und erhielt am 22. Januar 2020 einen bis 2023 laufenden Profivertrag. Bereits am 28. Juli 2019 gab er im Alter von 19 Jahren sein Debüt als Profi in der Superligæn, als er beim 3:2-Heimsieg gegen Odense BK eingesetzt wurde. In dieser Partie sowie in den folgenden fünf Spielen stand Skipper in der Startelf und spielte dabei durch. Am 29. Januar 2021 wechselte er auf Leihbasis zum Zweitligisten Hobro IK. Dort war er zunächst als Innenverteidiger gesetzt – in fünf von sechs Partien in der regulären Saison spielte er durch –, wurde allerdings gegen Ende der Saison in der Relegationsrunde durch eine Leistenzerrung zurückgeworfen. Der Leihvertrag wurde nicht verlängert.

### Nationalmannschaft
Anton Skipper absolvierte von 2015 bis 2016 drei Partien für die dänische U16-Nationalmannschaft. In der Folgezeit, von 2016 bis 2017, lief er in der dänischen U17 auf und absolvierte sechs Spiele, zwei davon im Rahmen der EM-Qualifikation. Im Jahr 2018 spielte Skipper in zwei Partien im Trikot der dänischen U18-Junioren. Von 2018 bis 2019 absolvierte er drei Spiele für die dänische U19-Auswahl. Am 6. September 2019 spielte Anton Skipper zum ersten Mal für die U21-Auswahl Dänemarks, als er beim torlosen Unentschieden im Freundschaftsspiel in Aalborg gegen Ungarn zum Einsatz kam.